# 滋賀県立彦根高等学校
滋賀県立彦根高等学校（しがけんりつひこねこうとうがっこう）
- 滋賀県立彦根東高等学校、滋賀県立彦根西高等学校、滋賀県立彦根南高等学校の3校が、1949年度から1951年度にかけて統合されていた期間の校名[1]。1952年度に統合は解消され、彦根東、彦根西、滋賀県立短期大学附属彦根工業高等学校(現彦根工業高校)に分離した。